# Danilo Alvim
Danilo Alvim Faria (* 12. März 1920 in Rio de Janeiro; † 16. Mai 1996 ebenda), oft nur Danilo genannt, war ein brasilianischer Fußballspieler. Er war Mitglied der brasilianischen Nationalmannschaft bei der Weltmeisterschaft 1950 in Brasilien.

## Karriere
Danilo Alvim wurde in Rio de Janeiro geboren und begann seine Karriere beim America FC (RJ). Es folgten Stationen beim CR Vasco da Gama und Botafogo FR.
Für die brasilianische Nationalmannschaft spielte er 24-mal und schoss zwei Tore. Er gewann die Copa América 1949 und stand im Entscheidungsspiel um die Weltmeisterschaft 1950. Obwohl Brasilien ein sehr starkes Turnier gespielt hatte, im Maracanã-Stadion Heimvorteil hatte und nur ein Unentschieden brauchte, verlor man gegen Uruguay und wurde nur Vizeweltmeister. Dieses Spiel gilt in Brasilien als Tragödie und ist auch als Maracanaço bekannt. In seiner Nationalmannschaftskarriere erzielte Alvim zwei Tore, am 4. April 1948 gegen Uruguay und am 30. April 1949 gegen Uruguay.

## Erfolge
Nationalmannschaft
- Copa América: 1949
- Vize-Weltmeister: 1950